# Santianes d'Ola
Santianes d'Ola és una localitat de la parròquia de Zardón al municipi asturià de Cangues d'Onís. Es troba a uns 16 quilòmetres de la capital municipal de Cangues d'Onís i està situada a uns 300 metres sobre el nivell de la mar.
La localitat celebra la festa major el dia 24 de juny, festivitat de Sant Joan Baptista.
Ignacio Amigó Barranco va publicar el 2016 el llibre Santianes de Ola. Los habitantes de mis recuerdos que recull vint relats de vint persones que habitaren el vilatge durant els anys 80 del segle xx i tres llegendes populars que li havia explicat la seva àvia, originària de localitat.

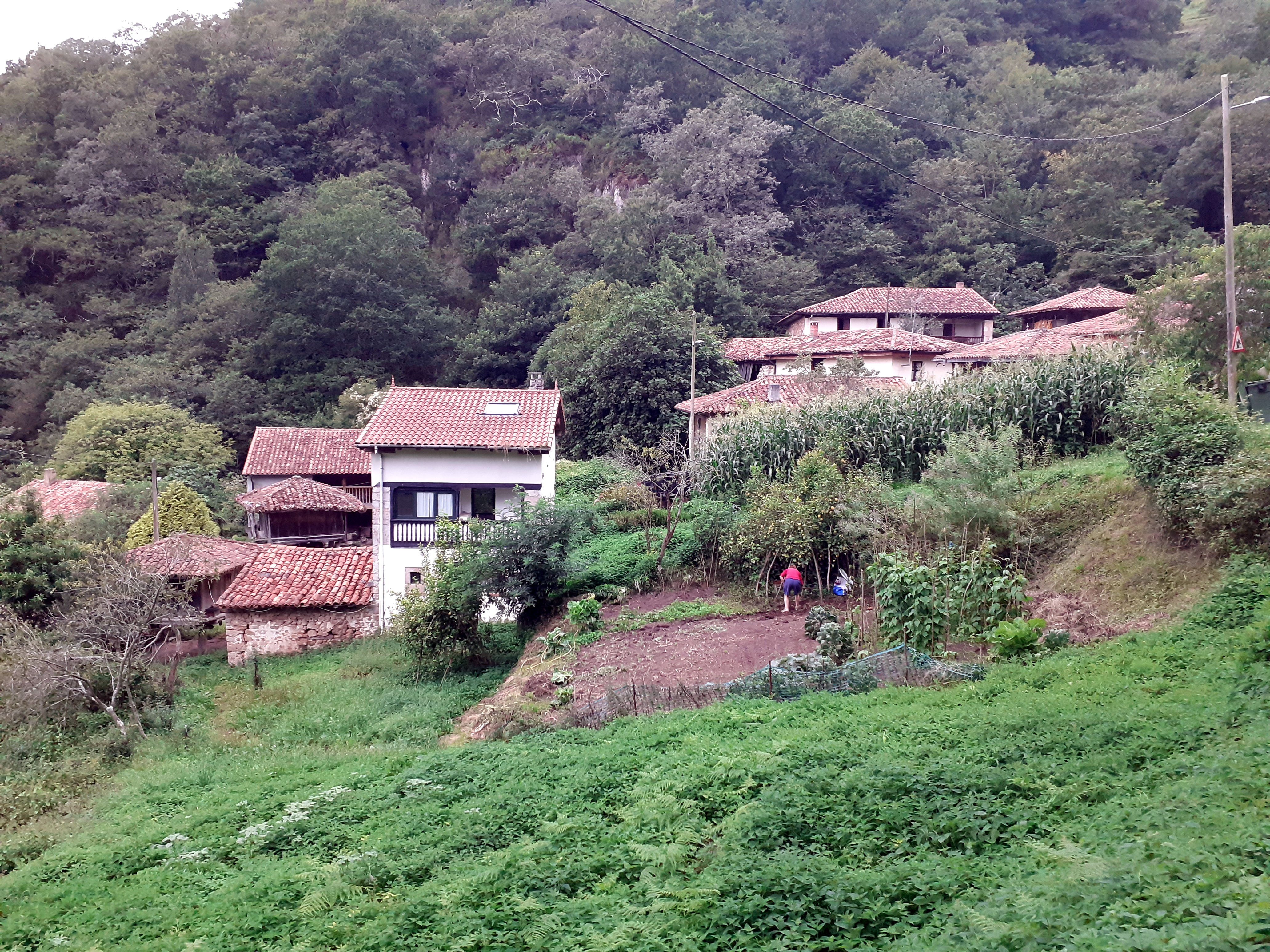
Zona del Trillón
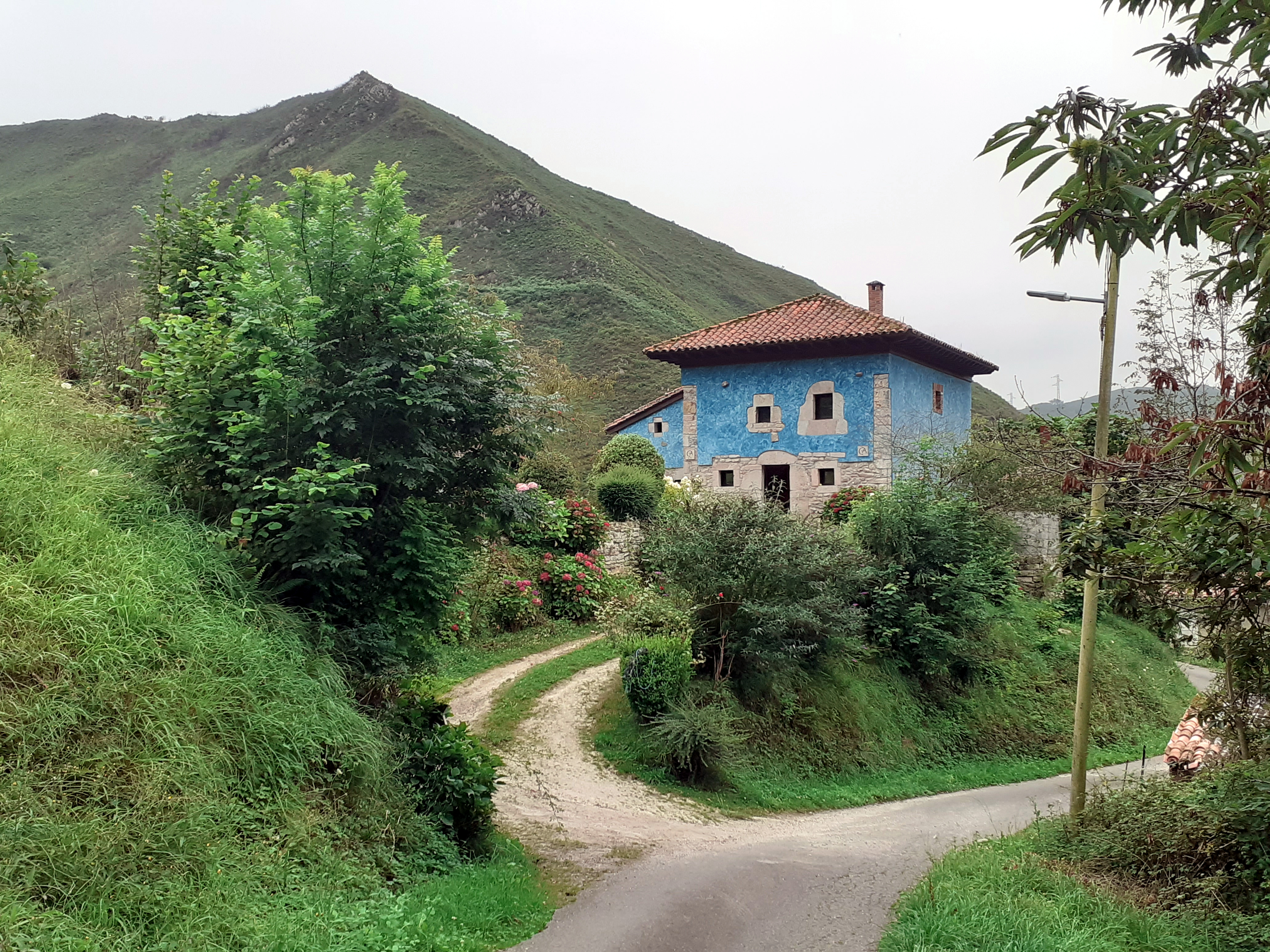
Zona del Cantiellu
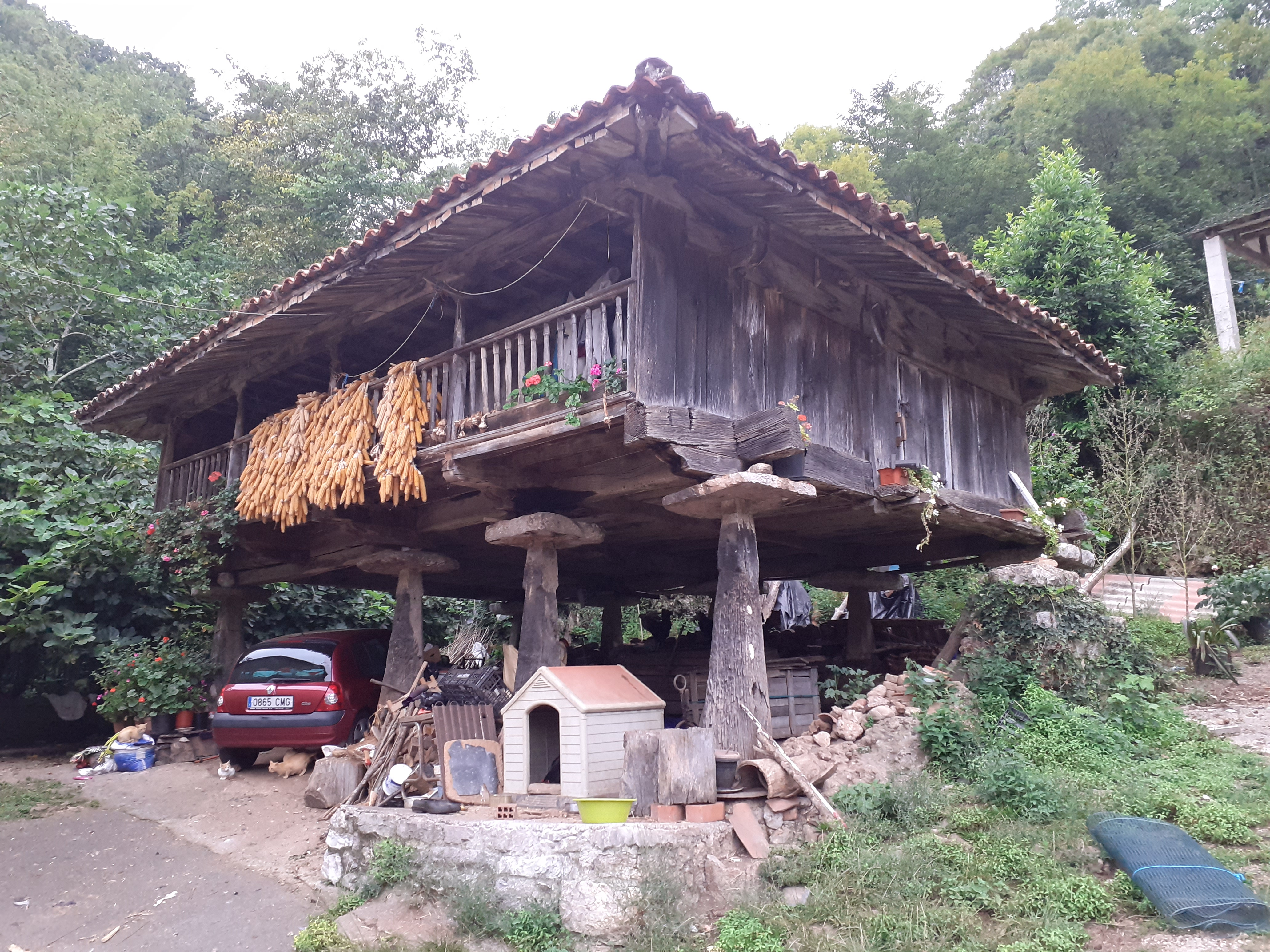
Hórreo
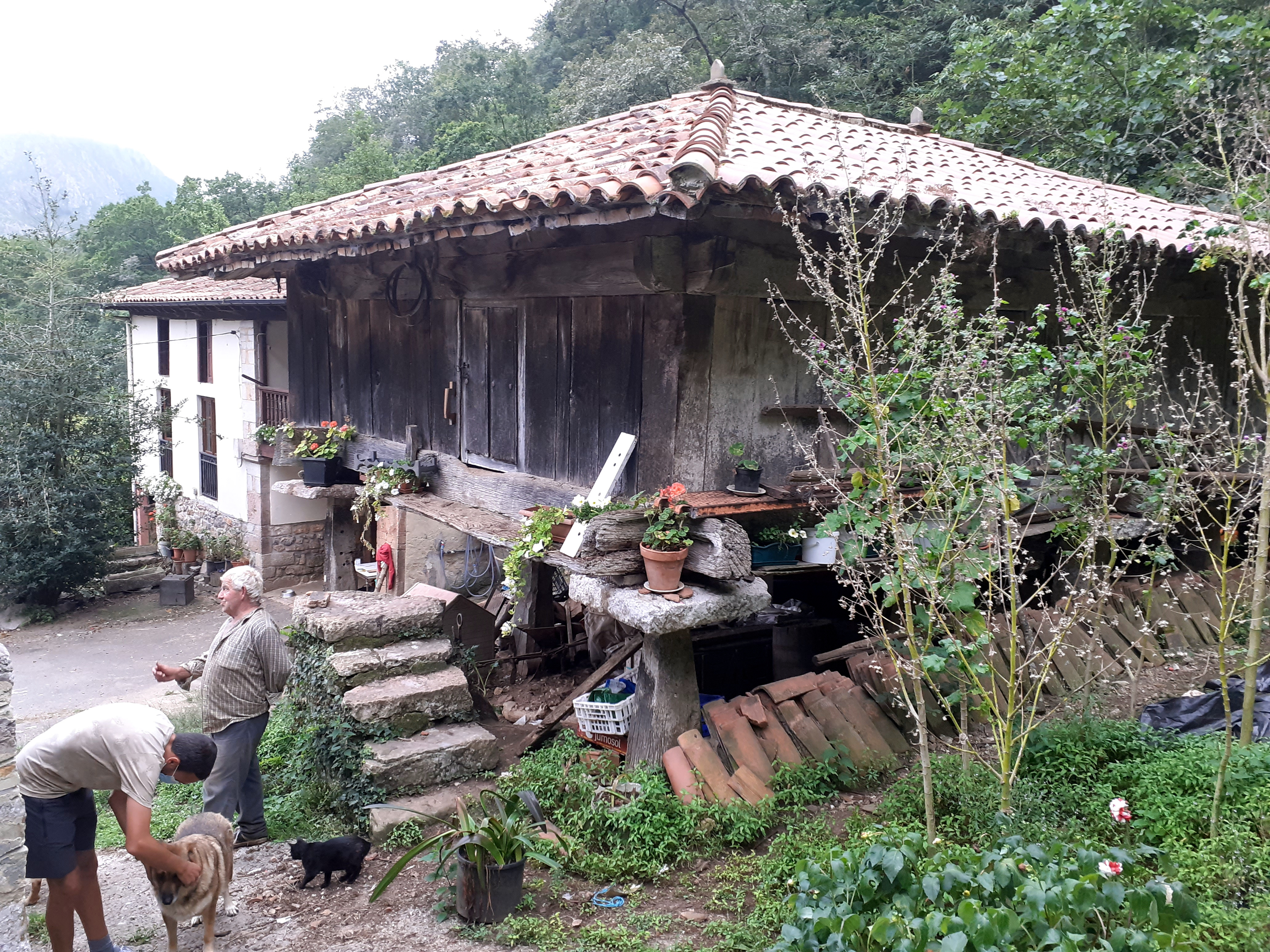
Hórreo
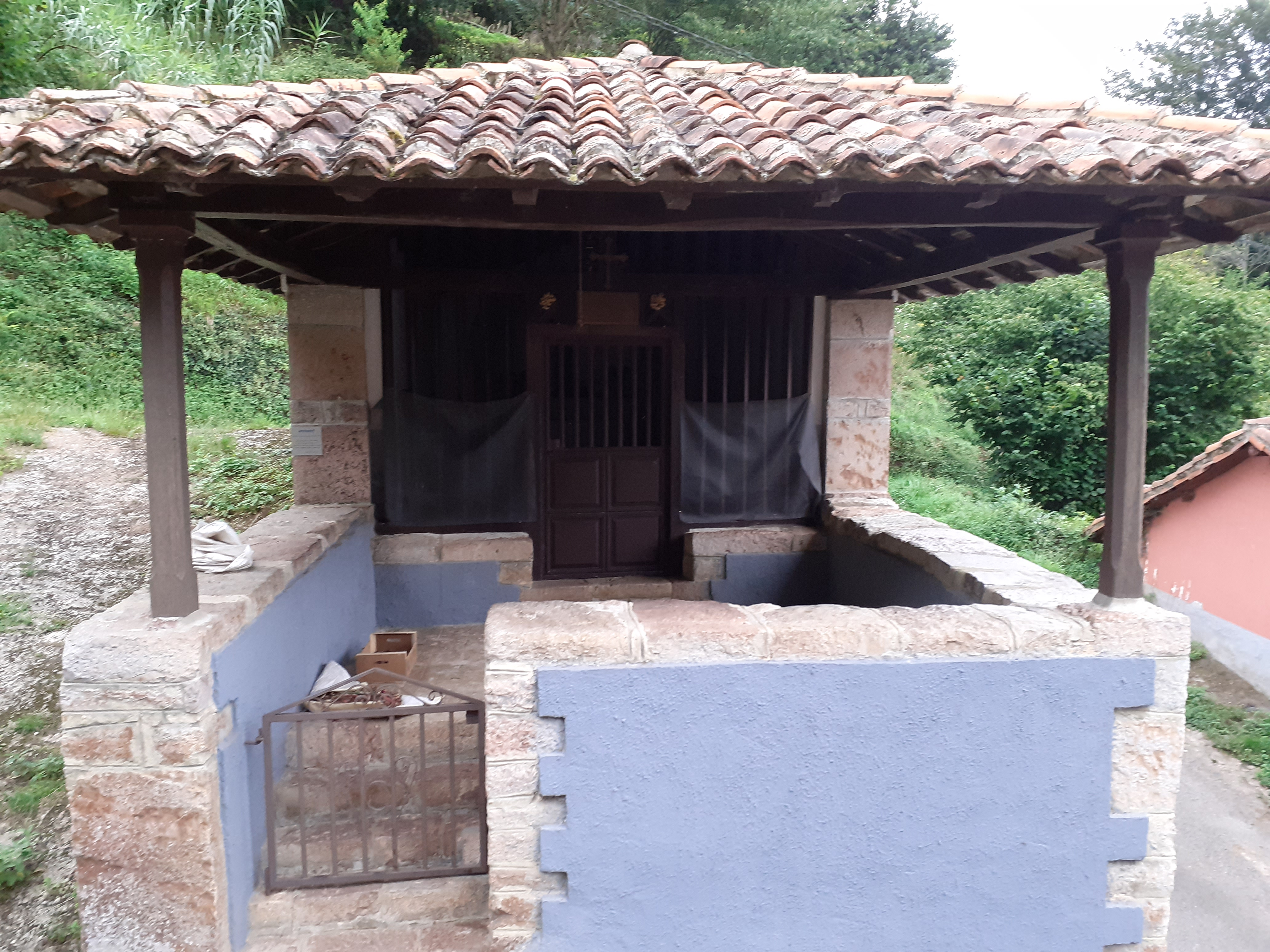
Capella de Sant Joan
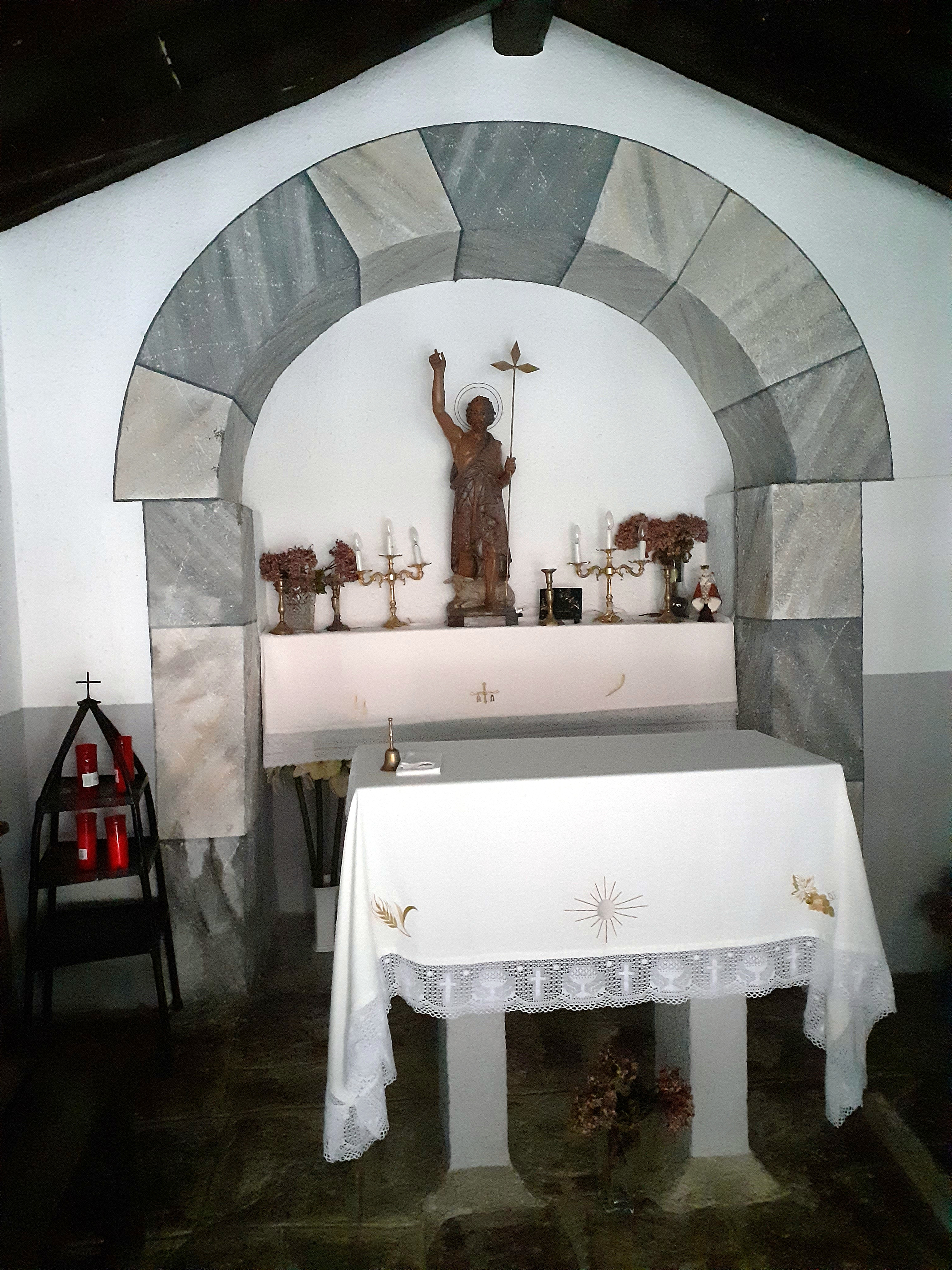
Capella de Sant Joan